# Roelckestraße
Die Roelckestraße im Berliner Ortsteil Weißensee trägt diesen Namen nachweislich seit mindestens 1875. Sie liegt im Gründerviertel.

## Namensherkunft
Sie wurde nach dem Kunstgärtner, Bauunternehmer und Immobilienspekulanten Hermann Roelcke (1832–1896) benannt.

## Geschichte
Die Straße liegt im Gründerviertel – ein Gebiet in Weißensee, dessen Straßen und Plätze nach Personen benannt sind, die sich um die Entwicklung und den Ausbau von Weißensee während der Gründerzeit verdient gemacht haben. Hermann Roelcke war hierbei einer der finanziellen Unterstützer von Gustav Adolf Schön.
Als die Gemeinde Weißensee bis 1920 noch selbstständig war, besaß die Straße eine größere Bedeutung, die heute durch die Berliner Allee verdrängt wurde. Im Süden liegt sie zum Ende des 19. Jahrhunderts im Entwicklungsgebiet von Neu-Weißensee. Zwischen der Pistoriusstraße und der Rennbahnstraße wurden zwischen 1875 und 1893 die Friedhöfe eingerichtet, die nach geltendem Preußischen Landrecht außerhalb der bewohnten Gebiete einzurichten waren. Wobei die Entwicklung Berlins zur Hauptstadt des Deutschen Reiches 1871 auch Bedarf aus Berlin erbrachte. Auf der östlichen Straßenseite zur Schönstraße hin lag um die Jahrhundertwende der Pferdemarkt (Gelände der heutigen Parkklinik).

## Straßenverlauf
Die Roelckestraße verläuft in Verlängerung der Hosemannstraße anschließend ab der Ortsteilsgrenze zwischen Prenzlauer Berg und Weißensee und verläuft in diesem Ortsteil nach Norden. Damit beginnt sie etwas südlich der Lehderstraße.
In Richtung Norden wird sie von folgenden Straßen gequert:
- Lehderstraße
- Streustraße,
- Langhansstraße
- Charlottenburger Straße
- Pistoriusstraße
- Gäblerstraße
- Amalienstraße
- Große Seestraße, danach Straße 246 (westlich) und versetzt die Soonwaldtstraße (östlich)
- Rennbahnstraße, vormals Heinersdorfer Straße
- Gehringstraße
- Nüßlerstraße
- Haakonweg

und verlässt den Ortsteil, indem sie in den Verlauf der Darßer Straße übergeht.

## Nummerierung
Die Nummerierung der Grundstücke beginnt am südlichen Ende der Roelckestraße, läuft auf der südöstlichen Straßenseite bis zur Darßer Straße und anschließend auf der nordwestlichen Straßenseite zurück bis zur Lehderstraße.

## Anliegende Grundstücke
An der Roelckestraße liegen verschiedene Einrichtungen in Trägerschaft der kommunalen Verwaltung oder von karitativen Einrichtungen:
- Nr. 60: Kindertagesstätte
- Nr. 106: Tennisclub Weißensee (Sportstätte des Instituts für Sportwissenschaft)
- Nr. 117: Kindertagesstätte

Nachstehende Friedhöfe grenzen an die Roelckestraße:
- Nr. 51: Eingang zum Städtischen Friedhof Weißensee (1893: Begräbnisplatz der Weißenseer Gemeinde)
- Nr. 142–150: Eingang zum Friedhof der St.-Georgen-Parochial-III Gemeinde (1878: Begräbnisplatz der Georgengemeinde)
- Friedhof der Segenskirchengemeinde (1893: Begräbnisplatz der Zionsgemeinde)

Nachstehende Gartenanlagen grenzen an die Roelckestraße:
- Kolonie Einsame Eichel
- Kolonie Frieden
- Kolonie Hoffnung
- Siedlung Rennbahn